# Giancarlo Abete
Giancarlo Abete (Roma, 26 de agosto de 1950) é um político e dirigente esportivo italiano. Abete foi membro do Parlamento Italiano, presidente da Federação Italiana de Futebol (FIGC) de 2007 a 2014 e vice-presidente do da União das Associações Europeias de Futebol (UEFA).

## Vida pessoal e educação
Abete nasceu em Roma, Itália. Concluiu seus estudos no Instituto "Massimo" em Roma e formou-se em Economia e Comércio na Universidade de Roma, com honras. É casado e tem duas filhas.

## Carreira

### Na política
Em 1972, quando tinha 22 anos, Abaete tornou-se membro do Parlamento Italiano, onde permaneceu por 20 anos. Em 1994, Abete foi eleito presidente da associação de empresários de Roma, à qual serviu até 2000. Abete atuou como chefe do conselho de turismo de Roma de 1999 a 2003.

### No futebol
Abete entrou para a Federação Italiana de Futebol (FIGC) em 1989 como chefe do departamento técnico, posição que ficou até 1990. Em seguida, tornou-se presidente da Lega Professionisti Serie C de novembro de 1990 a dezembro de 1996 e vice-presidente da FIGC de dezembro de 1996 a março de 2000 e de dezembro de 2001 a maio de 2006. Foi chefe da delegação da Seleção Italiana nos Mundiais de 1998 na França, 2010 na África do Sul e tetra-campeonato conquistado pela Azzura na Copa do Mundo de 2006 na Alemanha. Abete foi eleito presidente da FIGC em 2 de abril de 2007 com 266 dos 271 votos, substituindo o comissário extraordinário Luca Pancalli e reeleito em março de 2009. Em 25 de março de 2009, Abete foi admitido para o Comitê Executivo da UEFA e tornou-se vice-presidente da entidade em março de 2011. É membro do Comitê de Associações da FIFA desde 20 de dezembro de 2012. Em janeiro de 2013, Abete foi reeleito novamente como presidente da FIGC, outro mandato de quatro anos. Em 11 de agosto de 2014, Abete renunciou ao cargo de presidente da FIGC após a Itália ter sido eliminada na primeira fase da Copa do Mundo de 2014, no Brasil.